# Ha Ngạch Luân

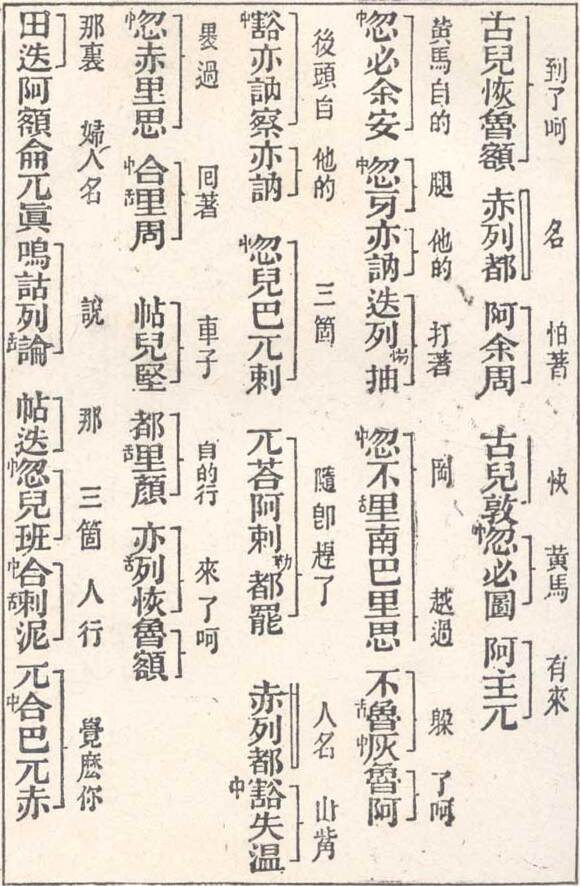
Bản dịch sang tiếng Hán của Mông Cổ bí sử bố cục lại năm 1908: Dã Tốc Cai bắt cóc (cướp) Ha Ngạch Luân, vợ của Xích Liệt Đô.

Ha Ngạch Luân (chữ Hán: 訶額侖; bính âm: Hē é lún, tiếng Mông Cổ: Өэлүн; phiên âm: Öülen; tiếng Anh: Hoelun; 1142—1221), còn được gọi là Nguyệt Luân Thái hậu (月伦太后), Oát Lặc Hốt Nột thị (斡勒忽讷氏; Olkhonud), là chính thất của Dã Tốc Cai, thủ lĩnh của bộ lạc Khất Nhan thuộc Mông Cổ và là mẹ đẻ của Thành Cát Tư Hãn. Phần lớn những hiểu biết hiện tại về cuộc sống của bà được biết đến dựa vào Mông Cổ bí sử.

## Cuộc sống ban đầu
Hạ Ngạch Luân sinh ra trong bộ tộc Oát Lặc Hốt Nột, và được đính hôn với Xích Liệt Đô, thủ lĩnh bộ lạc Miệt Nhĩ (蔑兒乞; Мэргид, Merkit), nhưng bị Dã Tốc Cai bắt cóc khi đoàn của Xích Liệt Đô đang trên đường rước dâu năm 1159. Bà sau đó trở thành chính thất của Dã Tốc Cai. Bà hạ sinh 5 người con, gồm 4 con trai là Thiết Mộc Chân (sau là Thành Cát Tư Hãn), Cáp Tát Nhi, Hợp Xích Ôn, Thiết Mộc Cách và một con gái là Thiếp Mộc Luân. Sau này, sau mỗi trận chiến của Thiết Mộc Chân với các bộ tộc khác, bà lại nhặt một đứa trẻ mồ côi từ các bộ tộc đó về nuôi. Những đứa trẻ mồ côi đó sau này đều trở thành những nhân vật quan trọng trong bộ máy chính quyền của đế quốc Mông Cổ dưới thời Thành Cát Tư Hãn, trong số đó có Bác Nhĩ Hốt, sau là một trong Tứ Kiệt, tức 4 vị quân sư đắc lực của Thành Cát Tư Hãn, chuyên quản lý hậu cần và quân lương cho quân đội.

## Góa bụa
Sau cái chết của Dã Tốc Cai năm 1171, cả gia tộc Bột Nhi Chỉ Cân đã bị bộ lạc bỏ lại, theo lệnh của thủ lĩnh mới Tháp Nhĩ Hốt Đài. Hạ Ngạch Luân và gia đình phải mưu sinh bằng săn bắn và hái lượm ở vùng thung lũng sông Oát Nan. Sau này sự kình địch giữa hai anh em cùng cha khác mẹ Thiết Mộc Chân và Biệt Khắc Thiếp Nhi đã dẫn đến việc Biệt Khắc Thiếp Nhi bị giết. Hạ Ngạch Luân vì việc này đã trừng phạt Thiết Mộc Chân nghiêm khắc. Mặc dù con trai mình bị giết bởi con trai của vợ cả nhưng Tốc Xích Cát Lặc - vợ thứ của Dã Tốc Cai vẫn không tỏ thái độ bực tức hay oán hận và họ vẫn tiếp tục sống chung với nhau. Khi Thiết Mộc Chân bị quân của Tháp Nhĩ Hốt Đài bắt làm tù binh, cả gia đình phải di cư đến chân núi Burkhan Khaldun và sau khi Thiết Mộc Chân trốn thoát và gặp lại gia đình, cả gia đình quyết định chuyển đến bên kia chân núi để tránh tai mắt của Tháp Nhĩ Hốt Đài.

## Cuối đời và tử hậu
Năm 1206 Thiết Mộc Chân, con trai bà được tôn làm Đại hãn, lấy hiệu là Thành Cát Tư Hãn.
Bà mất năm 1221, thọ 79 tuổi. Chí Nguyên năm thứ 3 (1266), sau khi xây dựng xong thái miếu, chế tôn thụy miếu hiệu hoàn thành, chắt nội là Hốt Tất Liệt truy tôn tằng tổ mẫu làm Tuyên Ý Hoàng hậu (宣懿皇后), phủ liệt tổ là thái miếu đệ nhất thất (太庙第一室).

## Gia phả
|                 |                 |                 |                 |                 |                 |  |  | Dã Tốc Cai          | Dã Tốc Cai          | Dã Tốc Cai          | Dã Tốc Cai          | Dã Tốc Cai          | Dã Tốc Cai          |            |            |                |                |                |                |                |                |  |  | Nguyệt Luân thái hậu | Nguyệt Luân thái hậu | Nguyệt Luân thái hậu | Nguyệt Luân thái hậu | Nguyệt Luân thái hậu | Nguyệt Luân thái hậu |  |  |             |             |             |             |              |              |              |              |                                   |                                   |                                   |                                   |                                   |                                   |        |        |        |        |        |        |        |        |  |  |
|                 |                 |                 |                 |                 |                 |  |  | Dã Tốc Cai          | Dã Tốc Cai          | Dã Tốc Cai          | Dã Tốc Cai          | Dã Tốc Cai          | Dã Tốc Cai          |            |            |                |                |                |                |                |                |  |  | Nguyệt Luân thái hậu | Nguyệt Luân thái hậu | Nguyệt Luân thái hậu | Nguyệt Luân thái hậu | Nguyệt Luân thái hậu | Nguyệt Luân thái hậu |  |  |             |             |             |             |              |              |              |              |                                   |                                   |                                   |                                   |                                   |                                   |        |        |        |        |        |        |        |        |  |  |
|                 |                 |                 |                 |                 |                 |  |  |                     |                     |                     |                     |                     |                     |            |            |                |                |                |                |                |                |  |  |                      |                      |                      |                      |                      |                      |  |  |             |             |             |             |              |              |              |              |                                   |                                   |                                   |                                   |                                   |                                   |        |        |        |        |        |        |        |        |  |  |
|                 |                 |                 |                 |                 |                 |  |  |                     |                     |                     |                     |                     |                     |            |            |                |                |                |                |                |                |  |  |                      |                      |                      |                      |                      |                      |  |  |             |             |             |             |              |              |              |              |                                   |                                   |                                   |                                   |                                   |                                   |        |        |        |        |        |        |        |        |  |  |
| Biệt Lặc Cổ Đài | Biệt Lặc Cổ Đài | Biệt Lặc Cổ Đài | Biệt Lặc Cổ Đài | Biệt Lặc Cổ Đài | Biệt Lặc Cổ Đài |  |  | Biệt Khắc Thiếp Nhi | Biệt Khắc Thiếp Nhi | Biệt Khắc Thiếp Nhi | Biệt Khắc Thiếp Nhi | Biệt Khắc Thiếp Nhi | Biệt Khắc Thiếp Nhi |            |            | Thiết Mộc Cách | Thiết Mộc Cách | Thiết Mộc Cách | Thiết Mộc Cách | Thiết Mộc Cách | Thiết Mộc Cách |  |  | Hợp Xích Ôn          | Hợp Xích Ôn          | Hợp Xích Ôn          | Hợp Xích Ôn          | Hợp Xích Ôn          | Hợp Xích Ôn          |  |  | Cáp Tát Nhi | Cáp Tát Nhi | Cáp Tát Nhi | Cáp Tát Nhi | Cáp Tát Nhi  | Cáp Tát Nhi  |              |              | Thiết Mộc Chân (Thành Cát Tư Hãn) | Thiết Mộc Chân (Thành Cát Tư Hãn) | Thiết Mộc Chân (Thành Cát Tư Hãn) | Thiết Mộc Chân (Thành Cát Tư Hãn) | Thiết Mộc Chân (Thành Cát Tư Hãn) | Thiết Mộc Chân (Thành Cát Tư Hãn) |        |        | Bật Tê | Bật Tê | Bật Tê | Bật Tê | Bật Tê | Bật Tê |  |  |
| Biệt Lặc Cổ Đài | Biệt Lặc Cổ Đài | Biệt Lặc Cổ Đài | Biệt Lặc Cổ Đài | Biệt Lặc Cổ Đài | Biệt Lặc Cổ Đài |  |  | Biệt Khắc Thiếp Nhi | Biệt Khắc Thiếp Nhi | Biệt Khắc Thiếp Nhi | Biệt Khắc Thiếp Nhi | Biệt Khắc Thiếp Nhi | Biệt Khắc Thiếp Nhi |            |            | Thiết Mộc Cách | Thiết Mộc Cách | Thiết Mộc Cách | Thiết Mộc Cách | Thiết Mộc Cách | Thiết Mộc Cách |  |  | Hợp Xích Ôn          | Hợp Xích Ôn          | Hợp Xích Ôn          | Hợp Xích Ôn          | Hợp Xích Ôn          | Hợp Xích Ôn          |  |  | Cáp Tát Nhi | Cáp Tát Nhi | Cáp Tát Nhi | Cáp Tát Nhi | Cáp Tát Nhi  | Cáp Tát Nhi  |              |              | Thiết Mộc Chân (Thành Cát Tư Hãn) | Thiết Mộc Chân (Thành Cát Tư Hãn) | Thiết Mộc Chân (Thành Cát Tư Hãn) | Thiết Mộc Chân (Thành Cát Tư Hãn) | Thiết Mộc Chân (Thành Cát Tư Hãn) | Thiết Mộc Chân (Thành Cát Tư Hãn) |        |        | Bật Tê | Bật Tê | Bật Tê | Bật Tê | Bật Tê | Bật Tê |  |  |
|                 |                 |                 |                 |                 |                 |  |  |                     |                     |                     |                     |                     |                     |            |            |                |                |                |                |                |                |  |  |                      |                      |                      |                      |                      |                      |  |  |             |             |             |             |              |              |              |              |                                   |                                   |                                   |                                   |                                   |                                   |        |        |        |        |        |        |        |        |  |  |
|                 |                 |                 |                 |                 |                 |  |  |                     |                     |                     |                     |                     |                     |            |            |                |                |                |                |                |                |  |  |                      |                      |                      |                      |                      |                      |  |  |             |             |             |             |              |              |              |              |                                   |                                   |                                   |                                   |                                   |                                   |        |        |        |        |        |        |        |        |  |  |
|                 |                 |                 |                 |                 |                 |  |  |                     |                     |                     |                     |                     |                     | Truật Xích | Truật Xích | Truật Xích     | Truật Xích     | Truật Xích     | Truật Xích     |                |                |  |  | Sát Hợp Đài          | Sát Hợp Đài          | Sát Hợp Đài          | Sát Hợp Đài          | Sát Hợp Đài          | Sát Hợp Đài          |  |  |             |             |             |             | Oa Khoát Đài | Oa Khoát Đài | Oa Khoát Đài | Oa Khoát Đài | Oa Khoát Đài                      | Oa Khoát Đài                      |                                   |                                   |                                   |                                   | Đà Lôi | Đà Lôi | Đà Lôi | Đà Lôi | Đà Lôi | Đà Lôi |        |        |  |  |